# کسی عقاب
کسی عقاب یک ستاره است که در صورت فلکی عقاب قرار دارد.